# دین شک
دین شِـک (انگلیسی: Dean Shek؛ زادهٔ ۱۷ ژوئن ۱۹۴۹ - درگذشت ۲۰ سپتامبر ۲۰۲۱) یک رزمی‌کار، هنرپیشه، تهیه‌کننده فیلم، کارگردان فیلم، فیلم‌نامه‌نویس کهنه‌کار اهل هنگ کنگ بود.
از فیلم‌ها یا مجموعه‌های تلویزیونی که وی در آن‌ها نقش داشته‌است می‌توان به  دزد دریایی، مار در سایه عقاب، استاد مست، استادی با پنجه‌های شکسته و بادیگارد اشاره نمود.